# 大津川 (千葉県)
大津川（おおつがわ）は、千葉県鎌ケ谷市・柏市を流れる利根川水系の一級河川。手賀川流域の24.2%を占め、手賀沼最大の流入河川となっている。

## 地理
鎌ケ谷市くぬぎ山5丁目、くぬぎ山駅東口を水源としゆるやかに東流する。源流部は串崎新田水路という名称であり、周辺は鎌ケ谷市北部の畑地や果樹園が集中する地域である。串崎新田水路は北初富駅北部にて入道溜水路へ流入し、粟野の鎌ケ谷市立第三中学校裏手付近にて松戸市五香六実を起点とする柳沢水路（小池橋水路）を合わせ大津川（準用河川指定区間）となる。続いて鎌ケ谷市立北部小学校手前で、南初富4丁目を起点に鎌ケ谷市街地を北流してきた長谷津水路を合わせ、流れを北へ変える。流路の広がった大津川は母路橋より左岸プロムナード区間（大津川緑道）となり、終点の白幡橋より一級河川指定区間となる。更に佐津間付近で松戸市境より流れてきた南木戸水路を合わせ、柏市へ入る。低木の覆う谷地を流れていた大津川は水田地帯を流れるようになり、両岸は一部歩道とされている。高柳北部にて上大津川と合流する。河川改修による整備が進み、河川幅が拡がった流路に左岸から多くの雨水幹線が注いでおり、流量が増加してゆく。柏市中心部から続く市街地と大津ケ丘市街地に挟まれた低地を進み、河口の手賀沼へ注ぐ。
源流部の水路が集まる地域から、佐津間落（さつまおとし）という別名がある。流路延長11.9kmのうち、準用河川指定区間は1,290m、一級河川指定区間は7,900m（鎌ケ谷市内1,107m・柏市内6,793m）となっている。大津川を形成する各水路の延長は、串崎新田水路・入道溜水路2,700m、柳沢水路（小池橋水路）2,038m、長谷津水路2,730m、南木戸水路1,200mである。支流の上大津川（柏市内3,200m）と、高柳新田貯留池に接続する上大津川支川（柏市内160m・松戸市内246m、松戸市内における名称は「上大津川」）も準用河川に指定されている。

## 治水

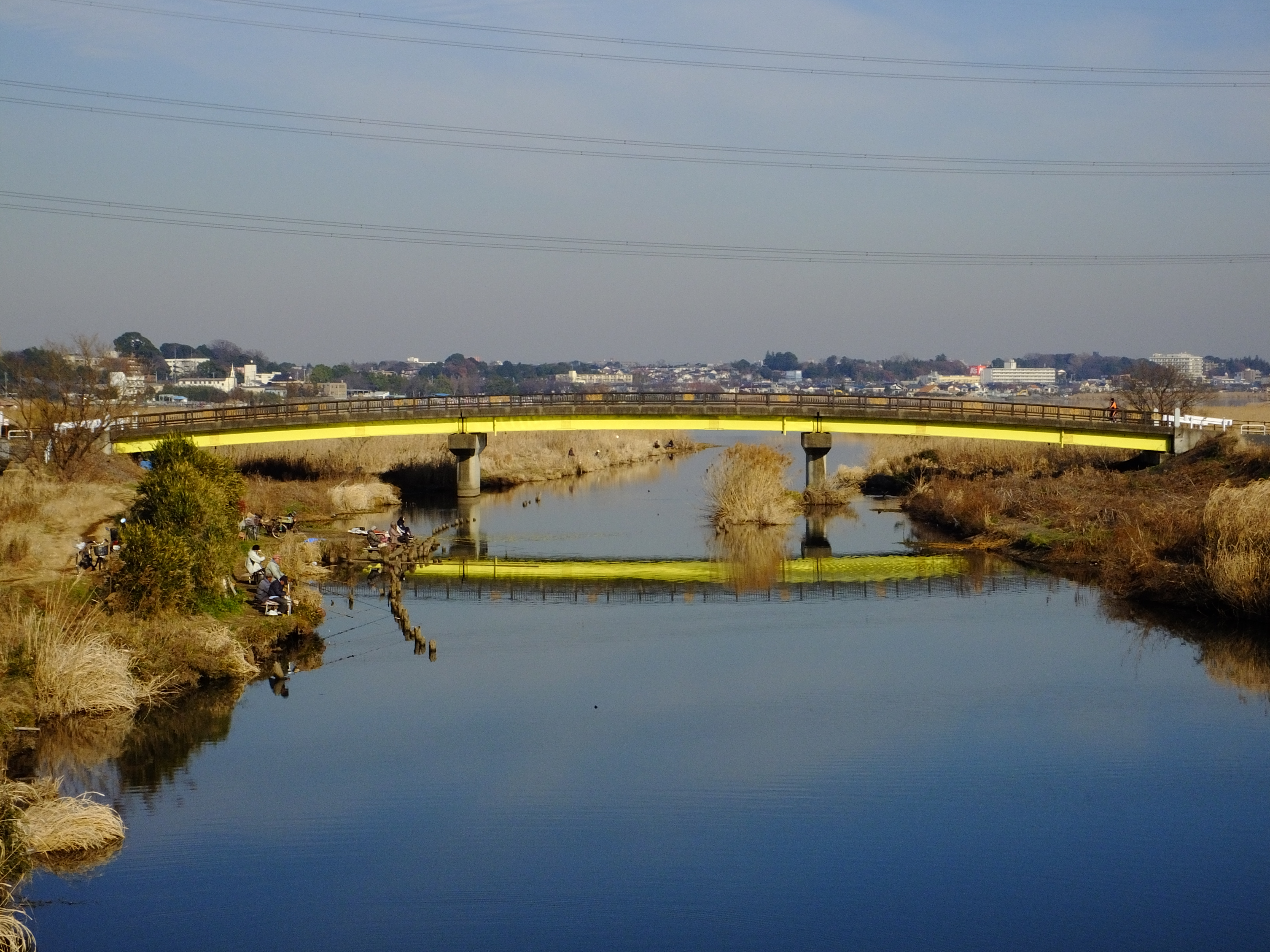
河口付近、奥はヒドリ橋（大津川橋より下流方）

### 手賀沼土地改良事業
かつての大津川は河川幅3 - 4mほどで蛇行しており、耕作道もあまり整備されていなかった。当時の用水源は湧水・雨水・河川からの汲み上げ水の他、昭和初期に下流部に設置された「竜巻の堰」からの導水を灌漑用水として中下流部で使用していた。ところが昭和30年代以降の高度経済成長により、これらの水量は減少するとともに水質汚濁が進行し、農業用水確保が困難となっていった。また流下能力不足で降雨時には氾濫を起こすようになった。
この頃になると手賀沼沿岸の水害抑止のため、国営手賀沼干拓土地改良事業によって1956年（昭和31年）に手賀排水機場が完成。これに伴って周辺の基幹用水施設の整備が進んだ。手賀沼南部においては泉揚水機場が1963年（昭和38年）度より着工し、柏市・沼南町・白井町（当時）に跨る900ha以上の耕地において農業用水が確保される運びとなった。そして大津川沿岸の農家408名が1964年（昭和39年）3月に手賀沼土地改良区へ編入され、大津川工区の設立とともに県営圃場整備事業が開始された。大津川については1965年（昭和40年）2月26日告示で宮下橋より下流3,500mが一級河川に指定され、河道拡幅や農道・用排水路整備が進んだ。これらは関係農家の減歩によって用地確保が行われたことによる。圃場整備事業は1970年（昭和45年）3月に完了し、暗渠排水工事・大津川架橋といった附帯工事の後、1978年（昭和53年）度に全事業が完了した。総事業費は7億7800万円、うち25%が地元負担となった。

### 中下流部の河川整備

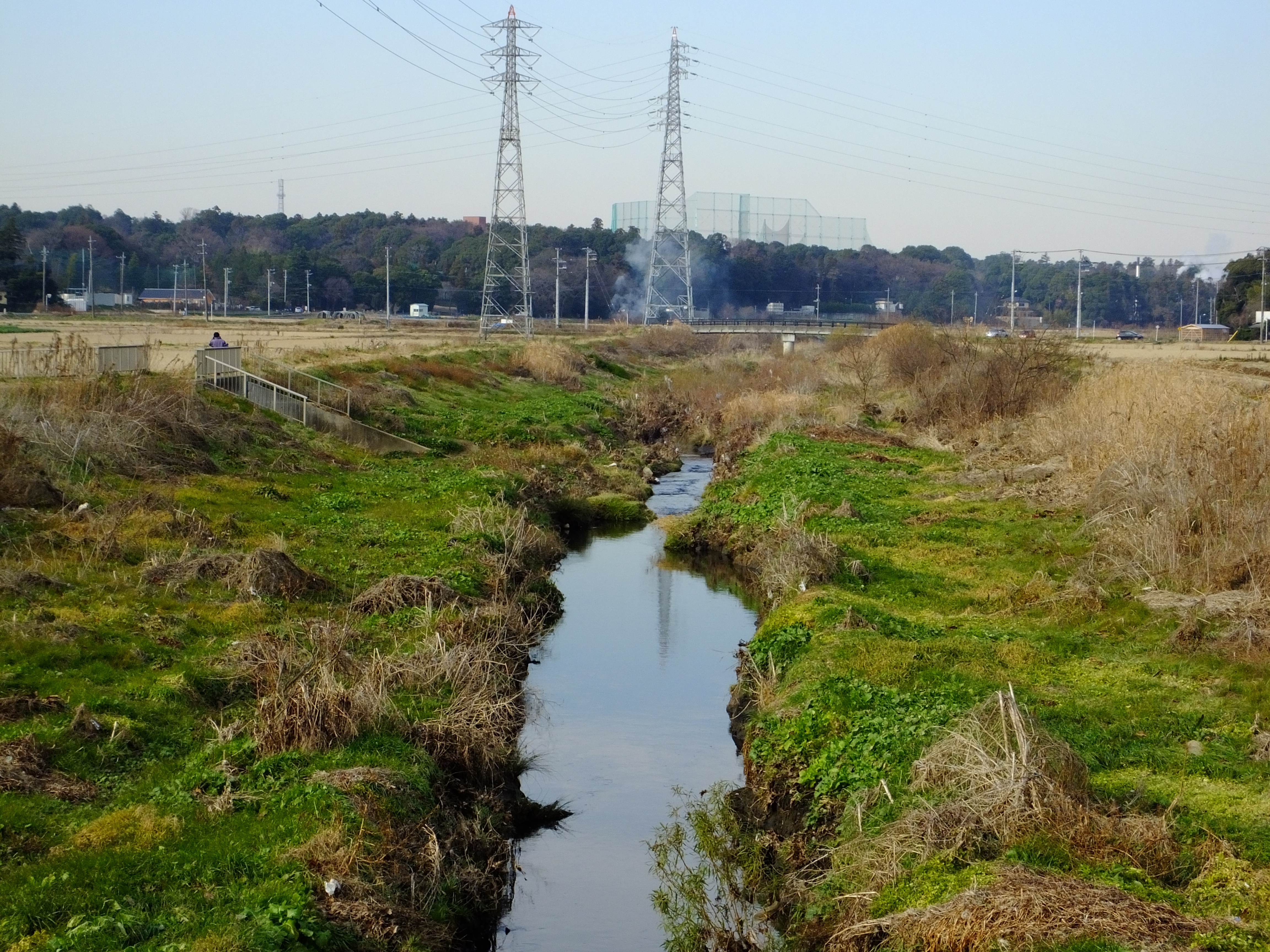
宮下橋より下流方、河川改修により拡幅されている

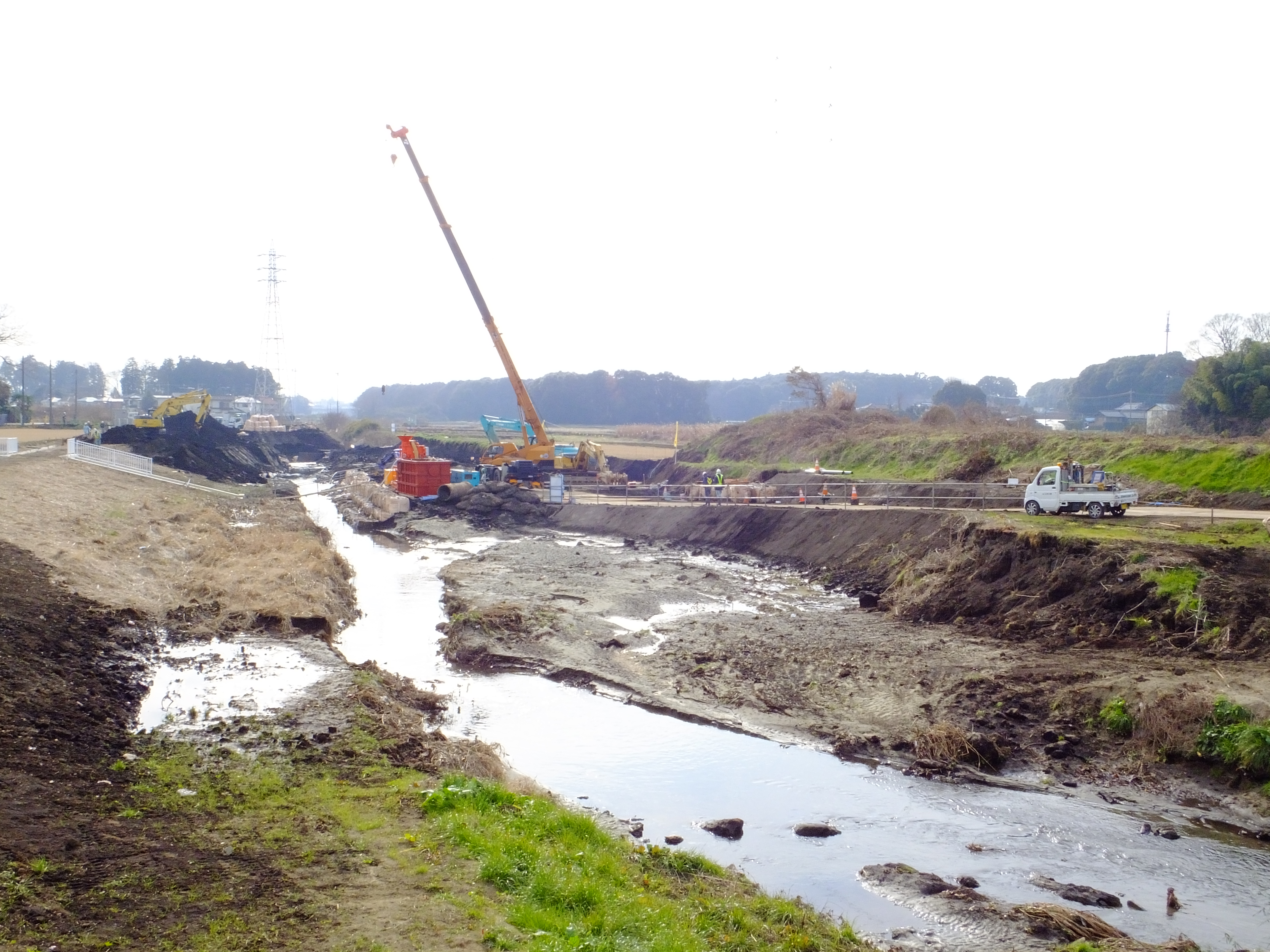
河川改修の進む大津川（芦川橋より上流方）

大津川では、中下流域周辺の台地部の都市化に伴って流出が増加し、浸水被害が頻発するようになった。そのため千葉県は1980年（昭和55年）4月5日告示改正で一級河川指定区間を白幡橋まで延長し、同年度から広域基幹改修事業として河川改修を進めている。関根橋より下流5,640mを全体計画区間とし、河口より用地取得・堤防整備・橋の架け替えなどを実施している。2000年（平成12年）度には千葉県・沼南町・柏市やボランティア団体等で構成された「大津川多自然型川づくり懇談会」が組織され、大津川遊歩道などの環境整備について検討されている。その後河川改修は2005年（平成17年）度に総合流域防災事業として見直しが行われ、現在も続いている。
大津川の西部では東武野田線沿いに宅地造成が進み、雨水流出増加に対応するため柏市が雨水幹線の整備を進めている。大津川左岸には第1排水区から第8排水区までの排水区が設定されており、1号が戸張、2号が東柏・八幡町、3号が永楽台・豊四季（南部）から日立台や名戸ケ谷にかけて、4号が芝浦方面（増尾・中原台・酒井根）、5号が南ケ丘（増尾7・8丁目）、6号が逆井・藤心、7号以降が上大津川周辺（藤心・高柳）に係るものである。中でもメインの幹線は3号から6号にかけてのものだが、これらは本流の河川改修が進んでいなかったことから公共下水道としての整備が長らく行われなかった。河川改修が中流部まで進むと、2000年（平成12年）度に放流協議が開始され、事業認可を得てゆくこととなったが、千葉県による河川改修計画の見直しの影響もあり認可は進まなかった。そのため大津川左岸第3号雨水幹線では柏市の単独事業に切り替え、2004年（平成16年）度から2006年（平成18年）度までの3年間整備が行われた。大津川左岸第6号雨水幹線では2002年（平成14年）度から2004年（平成16年）度まで、東武野田線橋梁西側に逆井多目的調整池が整備された。貯留促進が主目的だが、親水空間としての機能を持たせている。大津川左岸第4号雨水幹線では2005年（平成17年）度の事業認可取得以降整備方針の検討が進められ、2009年（平成21年）度に着手。大津川接続部200mの整備後、2010年（平成22年）度から2013年（平成25年）度までの4年間で増尾第3調整池（増尾つばめ池）から増尾雨水貯留池（柏市立増尾西小学校）までの1,750mの工事が行われた。また従前より公共下水道として認可されていた大津川左岸第2号雨水幹線も、文京学園跡地の宅地開発の進展に伴い2005年（平成17年）度以降整備が進められた。
上大津川については、東武野田線橋梁より上流部の暫定整備以外未着手の状態であったが、2007年（平成19年）6月10日の集中豪雨によって流域の高柳東映団地が部分冠水したことを受け、早期の河川整備が望まれるようになった。また河川整備はさることながら、上流域の高柳新田貯留池についても問題視された。松戸市・柏市境付近に存在するこの貯留池は柏市旧沼南町に位置するが、当時の沼南町より土地を無償譲受した松戸市が整備・管理を行っている。そのため柏市内の上大津川の水位の様子を把握せずに水門の開閉を行っていたことも水害の一因と指摘された。なお高柳新田貯留池の他、高南台3丁目には高南台調整池が存在するが、こちらは柏市の管轄となっている。河川改修が本来なら望ましいものの、本流の河川整備の進捗が遅く早期着手が困難な状態にあることから、暫定対策として高柳駅西部にて進められている土地区画整理事業において、2か所の調整池を域内に整備することとされた。また柏市は国の補助金を利用し、河道を180mに渡って70cm掘り下げる工事を2010年（平成22年）度・2011年（平成23年）度に実施し、冠水対策に努めた。その後本流の河川整備が進み、上大津川合流点まで完成見込みとなった2014年（平成26年）度に上大津川整備の現地調査・基本設計が開始された。5か年計画で2018年（平成30年）度の事業完了を目指している。

### 上流部の河川整備

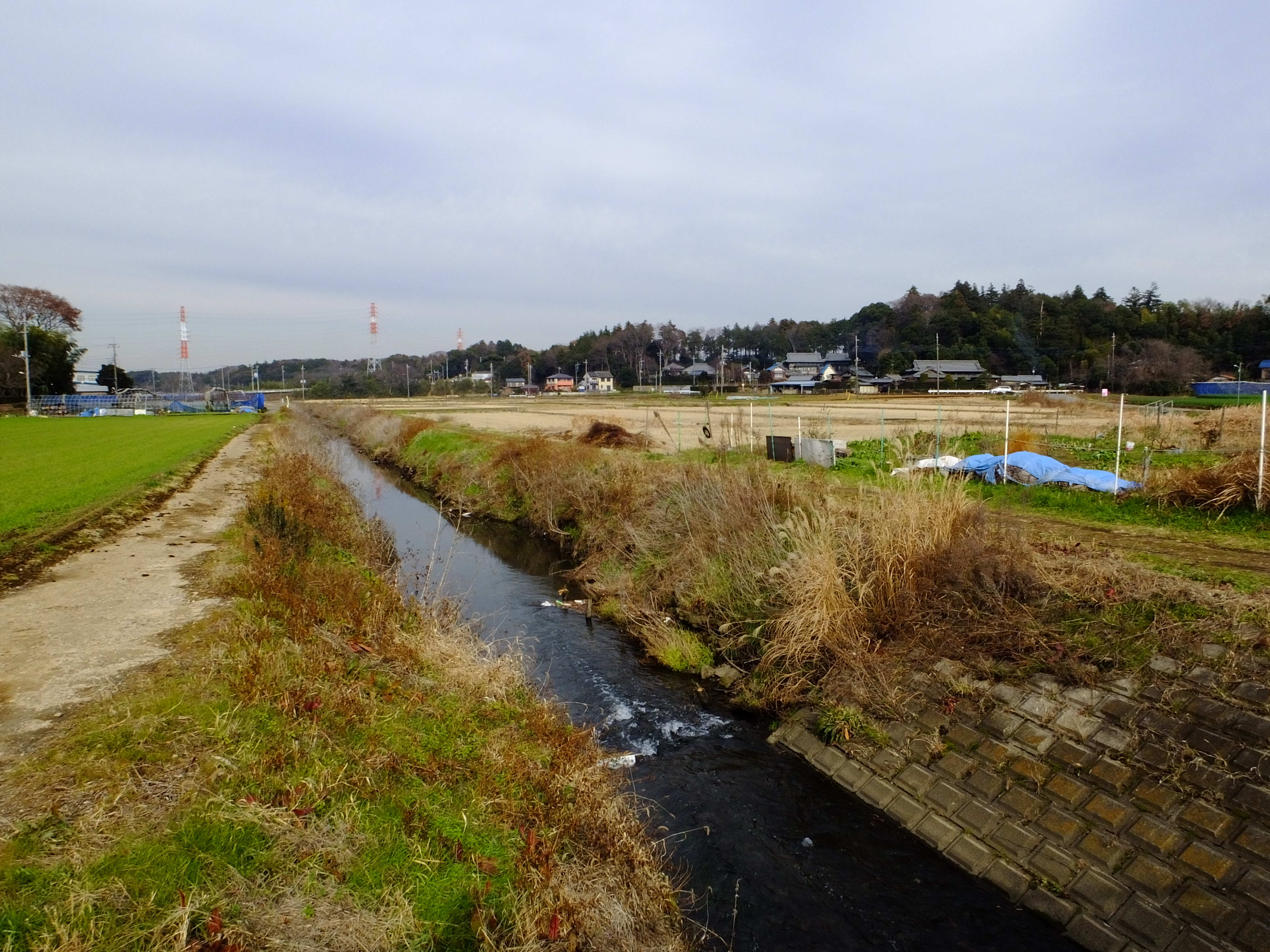
かにうち橋より下流方

関根橋より上流区間については整備が着手されないままであったが、1980年代以降に鎌ケ谷市内の都市化が急激に進行。下流部の整備進捗を待つ状況ながら、早期整備が望まれていた。鎌ケ谷市は1983年（昭和58年）3月24日に白幡橋より上流を準用河川に指定。1988年（昭和63年）に準用河川区間の河道整備計画を策定し、河川幅2.8 - 4mでの柵渠・木柵で整備を進めた他、毎年度の浚渫を行った。支流の長谷津水路でも1984年（昭和59年）度から1993年（平成5年）度までボックスカルバートの敷設などの整備が進められた。千葉県も1992年（平成4年）度に白幡橋から山王橋までの810mについて河道掘削・浚渫を先駆けて実施し、準用河川区間の水位が下がるなどの効果を得られた。その後千葉県は1993年（平成5年）度より関根橋から白幡橋までの河川整備計画の策定を開始しているが、現在の整備完了区間はまだ関根橋まで達していない。完了予定年度は示されていないが、鎌ケ谷市内に至るまではかなりの時間を要するとされている。
源流部における調整池の整備も同時並行で実施されている。1992年（平成4年）度から1994年（平成6年）度にかけて、柳沢水路の水源に五香一文字貯留池（松戸市五香六実・容量8,300㎥）が整備され、松戸市・鎌ケ谷市で流域面積比（68:32）に応じて総事業費4億7,500万円を負担した。その間1993年（平成5年）度に長谷津水路にて、上流部の水路拡幅が鎌ケ谷市単独事業として行われ、拡幅部分が長谷津貯留池（鎌ケ谷市南初富2丁目、容量1,000㎥）となった。串崎新田水路においても串崎新田貯留池の整備（容量8,000㎥目標）が進められており、2006年（平成18年）度に基本設計・場所選定が行われ、2007年（平成19年）より地質調査・用地取得が開始された。用地取得の進展に合わせて2008年（平成20年）度と2010年（平成22年）度に部分工事がなされ、暫定形（容量計540㎥）として供用開始している。2014年（平成26年）度に更なる増強が行われ、容量2,300㎥となる予定。長谷津水路上流の南初富5丁目においても2013年（平成25年）度より貯留池（容量965㎥）の整備が開始された。現在は串崎新田貯留池の増強・南初富5丁目貯留池の整備が鎌ケ谷市で進められているところである。

## 水質

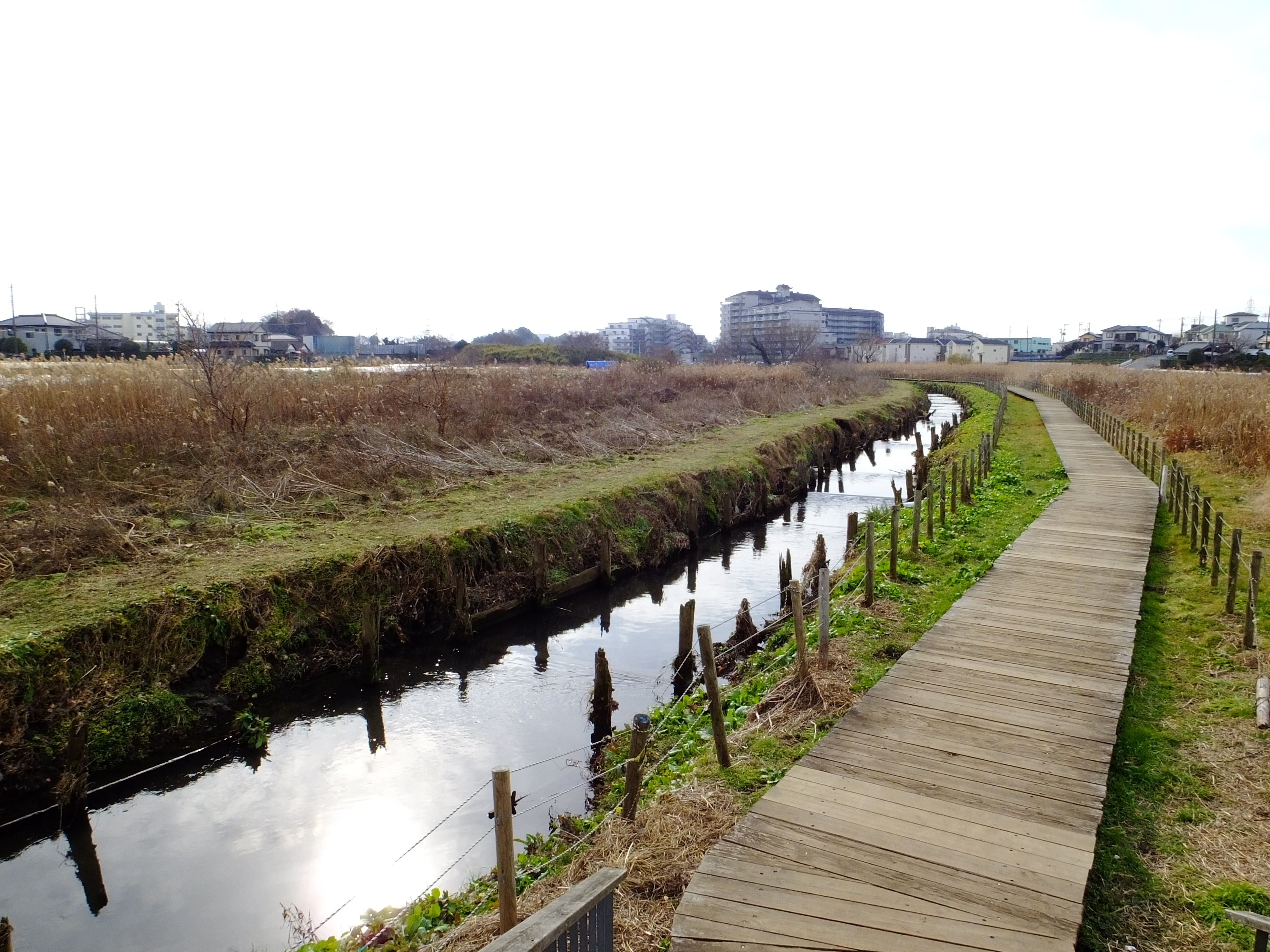
大津川緑道

戦後に日本一悪い手賀沼の水質が社会問題となったが、その汚濁の約4割が大津川から流入していたという。水質対策として1976年（昭和51年）度以降、浚渫や大津川浄化施設（中の橋）整備などの治水対策が進められた。1989年（平成元年）度から1994年（平成6年）度にかけては、河口付近の戸張にて礫間接触酸化施設（79,000t/日）の整備が行われた。これらの取り組みによって一時的に改善傾向が表れたものの、その後再び悪化したこともあり1996年（平成8年）度に「手賀沼総合浄化計画」が策定され、多自然型川づくりを進める取り組みがなされた。その中では大津川浄化施設の改修の他、昭和40年代より汚濁の進んでいた大津川左岸第6号雨水幹線にて新たに逆井河川浄化施設（リン除去施設）が設置され、2001年（平成13年）4月より稼働開始。雨水幹線の全量（11,200t/日）を取水し、80%の除去率で放流している。その後の雨水幹線の水質検査では、除去率を上回る効果が得られている。
鎌ケ谷市内では都市化の進展に比して上下水道の整備が遅れていたことから、準用河川大津川に対し1984年（昭和59年）度より建設省の補助事業である「雑排水対策緊急モデル事業」を策定し、1987年（昭和62年）度より事業を開始、下水道整備済地域の処理施設（最終終末処理場）を活用した汚染負荷軽減が進められた。白幡橋付近より1日1000t程度を処理する。他にも粟野地域の雑排水共同処理施設整備や合併浄化槽の普及を進めている。また2001年（平成13年）には上流部の環境保全のため、約9,000人の市民が大津川遊歩道を求める陳情を行った。その後10月には地元説明会が開催され、白幡橋から母路橋までの間の休耕地を利用した大津川緑道の整備が2002年（平成14年）2月から3月にかけて行われた。全体計画は330mであったが、白幡橋から270m部分（第一期分）の整備のみがなされている。これらの取り組みの結果、大津川上流部のBOD値は2002年（平成14年）度において粟野蔵下32.6・山王橋45.6であったものが、2006年（平成18年）度においては粟野蔵下9・山王橋8.3まで改善した。現在は鎌ケ谷市緑の基本計画に基づき、支流の長谷津水路沿いの市内最大の樹林地である「粟野の森」周辺を緑地公園とし、流域の自然環境保全が進められている。

## 支流
上流より掲載
- 柳沢水路（小池橋水路）
- 長谷津水路
- 南木戸水路
- 上大津川
- 大津川左岸第6号雨水幹線
- 大津川左岸第5号雨水幹線
- 大津川左岸第4号雨水幹線（増尾排水路）

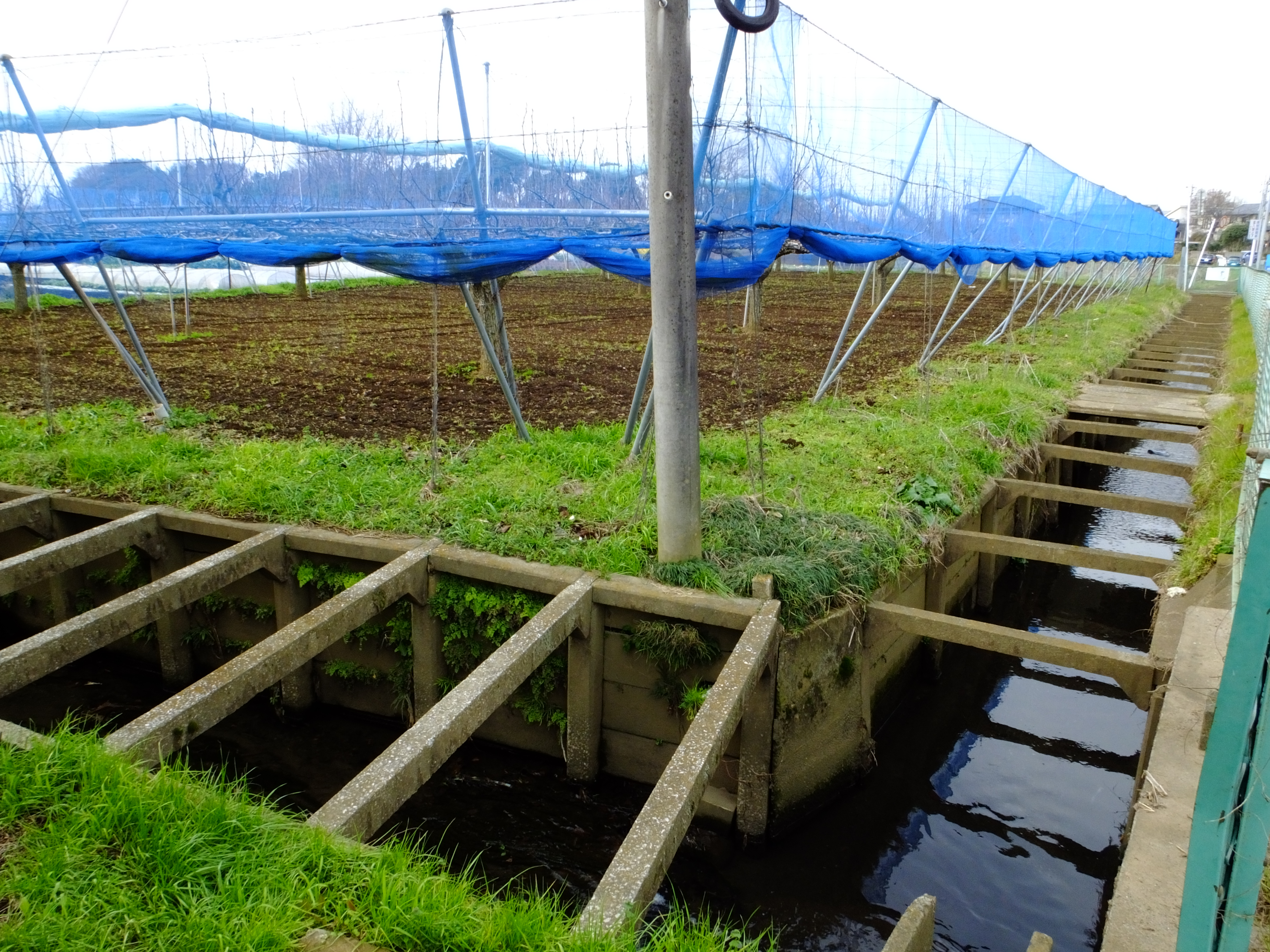
入道溜水路（左）と柳沢水路（右）の合流地点

- 大津川左岸第3号雨水幹線（名戸ヶ谷排水路）
- 大津川左岸第2号雨水幹線

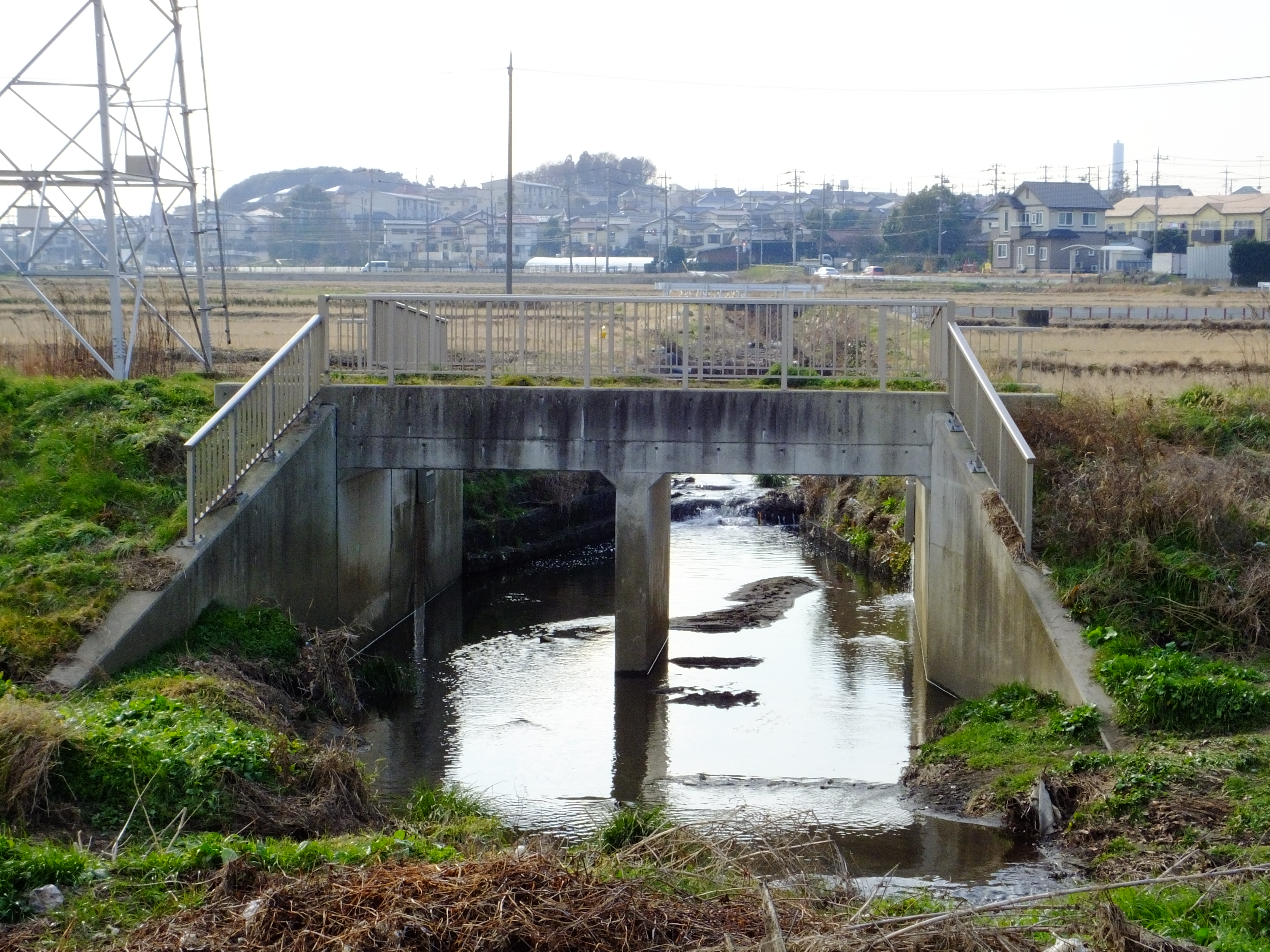
大津川左岸第6号雨水幹線
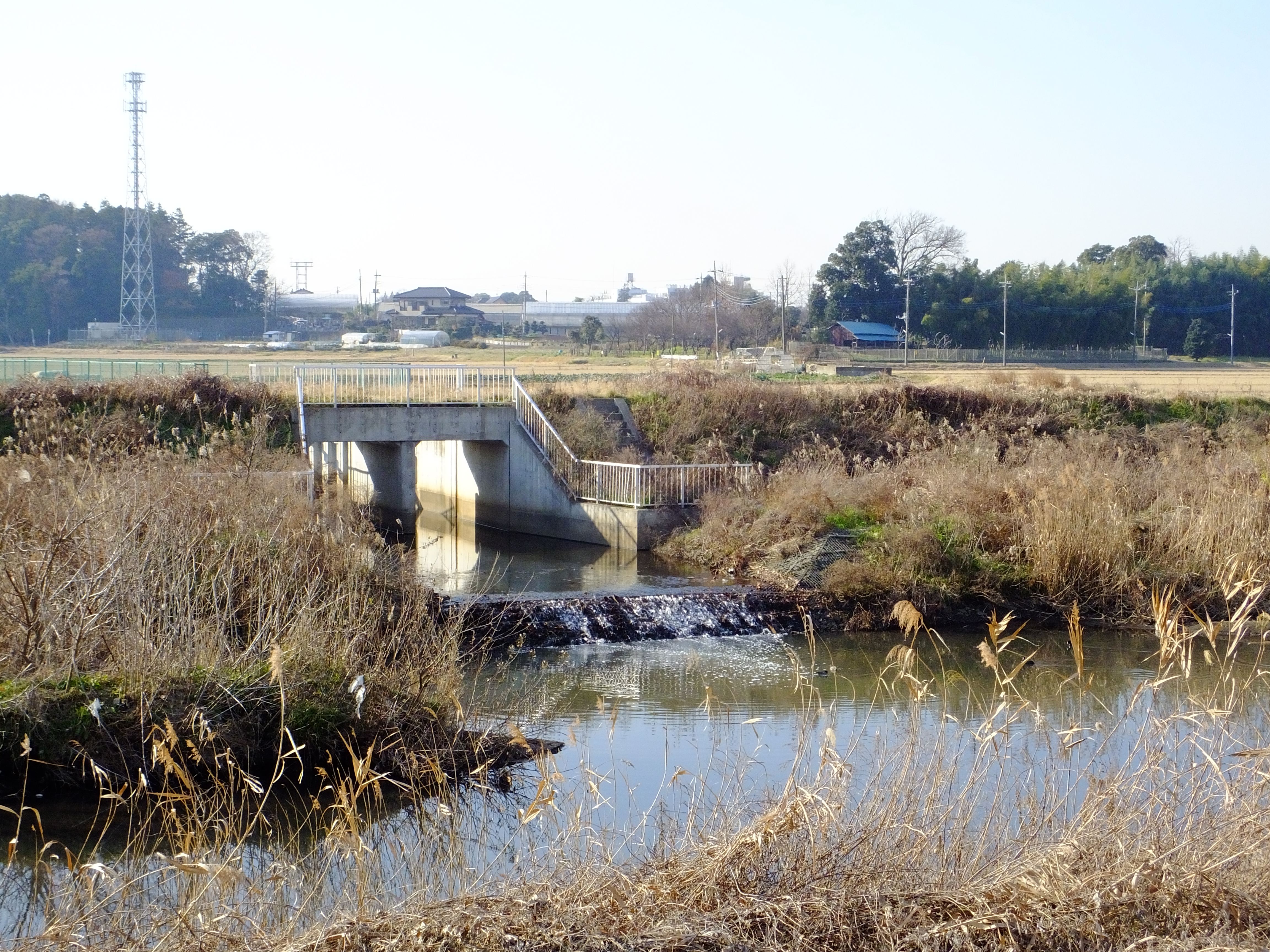
大津川左岸第4号雨水幹線
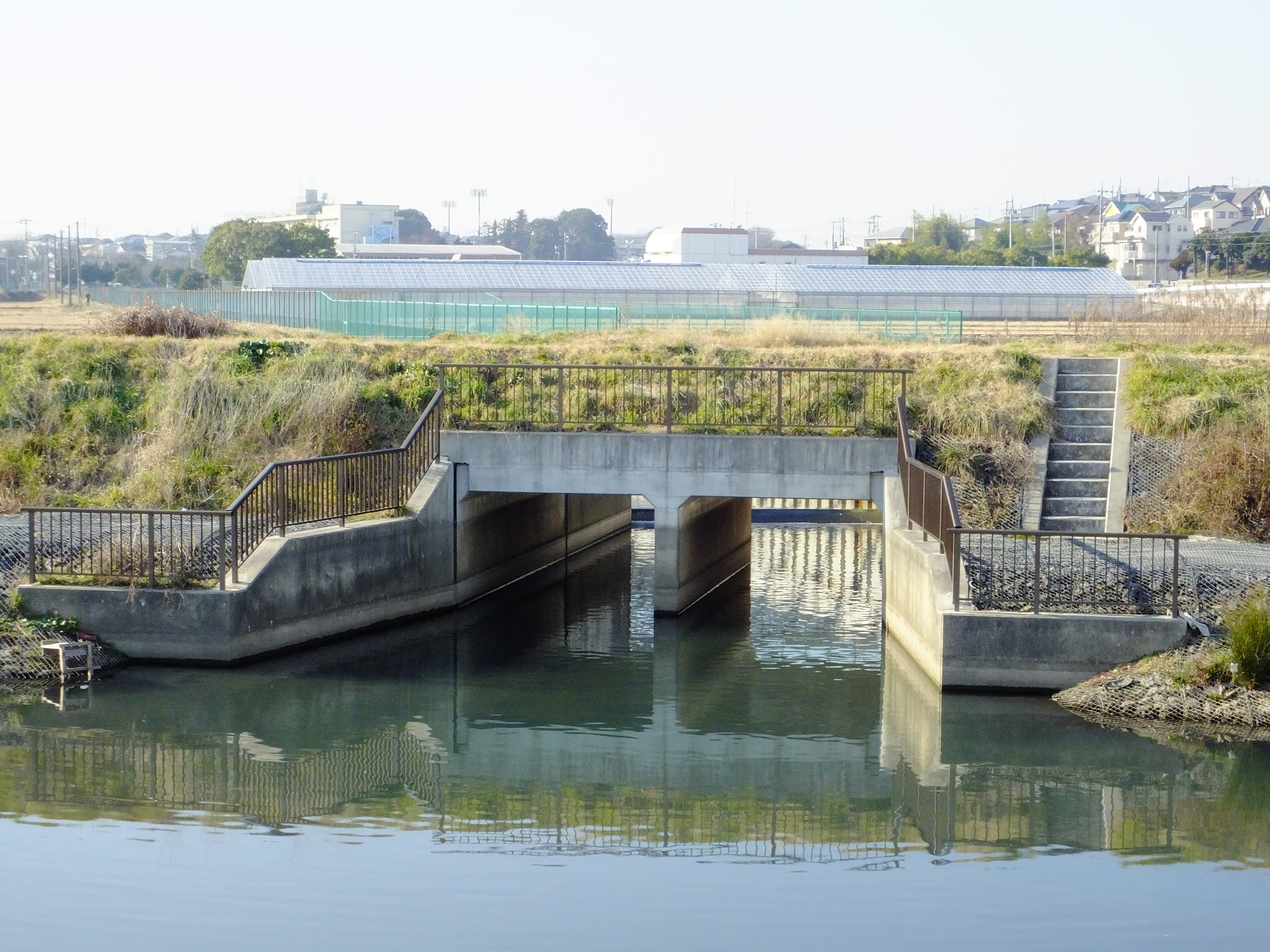
大津川左岸第3号雨水幹線

## 橋梁
上流より掲載
- 母路橋（ぼろばし）
- 白幡橋
- 山王橋
- 大津川15号橋
- かにうち橋
- 大津川14号橋
- 高柳橋 - 千葉県道8号船橋我孫子線
- 大津川13号橋
- 関根橋
- 大津川12号橋
- 中島橋
- 大津川11号橋
- 大津川17号橋
- 芦川橋
- 宮下橋
- 下橋
- 権現橋
- 宮根橋
- 中の橋 - 千葉県道282号柏印西線
- 上沼橋 - 国道16号
- 二子橋
- 大津川橋

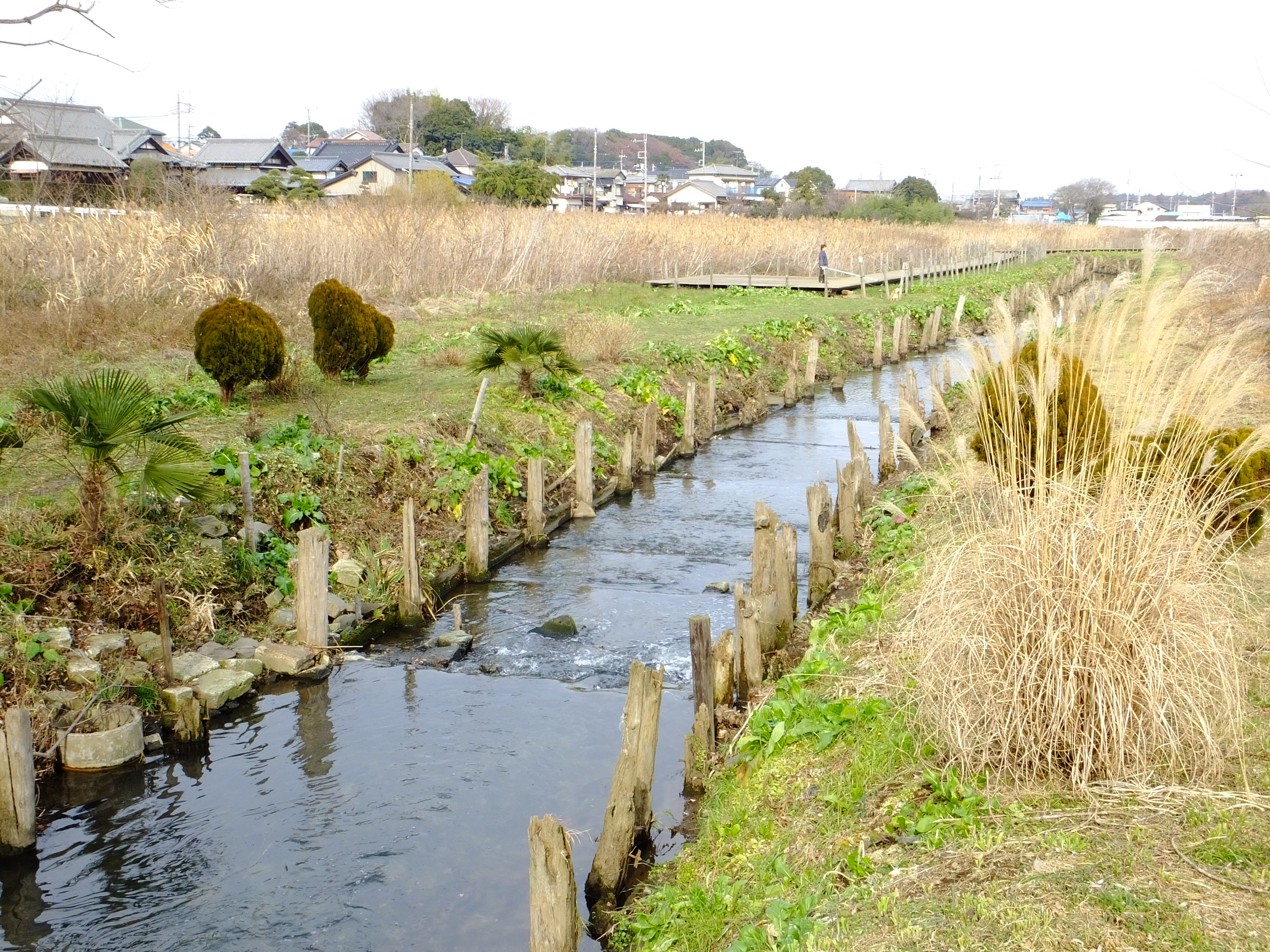
母路橋より下流方

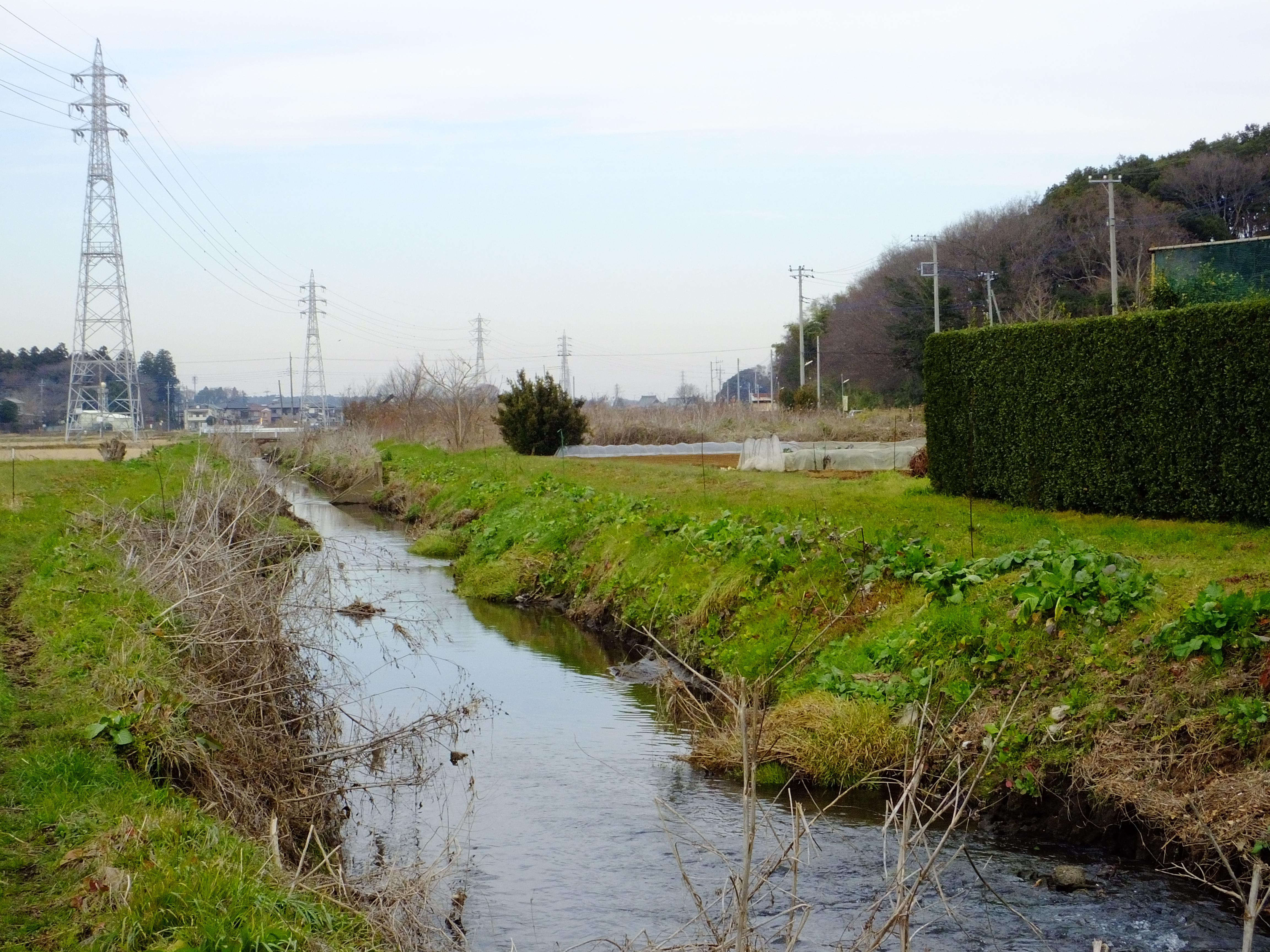
関根橋より下流方

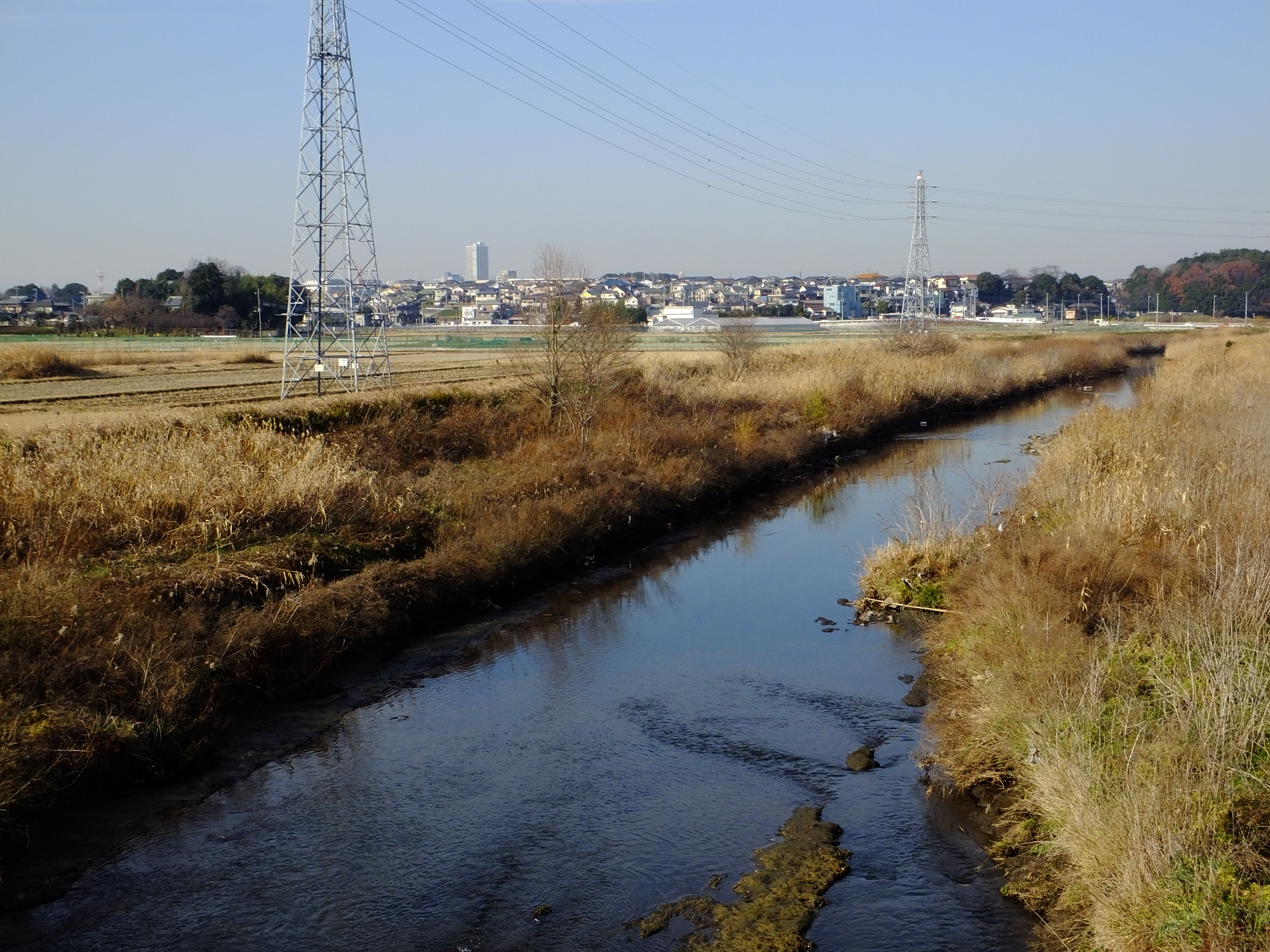
宮根橋より下流方

- ヒドリ橋 - 千葉県道407号我孫子流山自転車道線

## 参考資料
- 鎌ケ谷の河川（鎌ケ谷市）
- 総合流域防災事業・大津川（千葉県）
- 鎌ケ谷市議会会議録　平成5年9月定例会第3回（9月7日・03号）
- 鎌ケ谷市議会会議録　平成6年12月定例会第4回（12月5日・02号）
- 鎌ケ谷市議会会議録　平成9年12月定例会第4回（12月1日・02号）